# Sredneachtubinskij rajon
Il Sredneachtubinskij rajon (in russo Среднеахтубинский район?) è un rajon dell'oblast' di Volgograd, in Russia, il cui capoluogo è Srednjaja Achtuba. Istituito nel 1928, ricopre una superficie di 1.957 chilometri quadrati e nel 2021 ospitava una popolazione di circa 61.900 abitanti.